# Провізорій

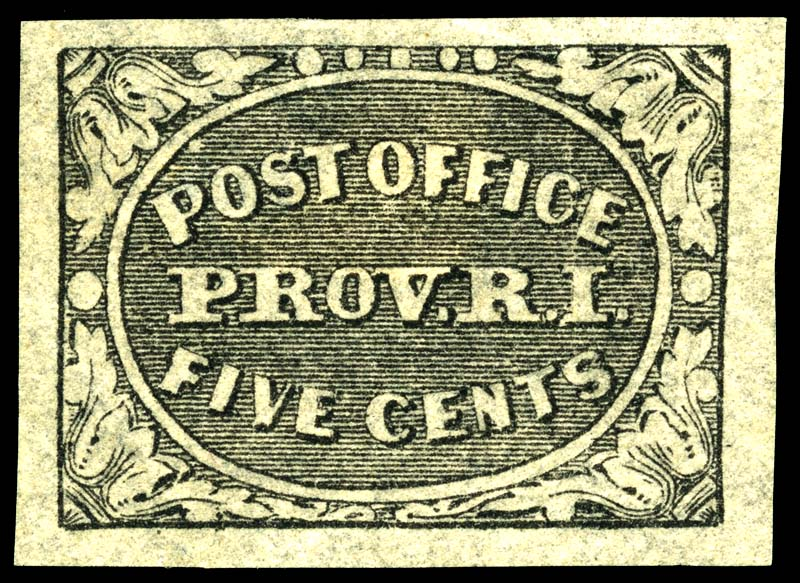
Провізорій, випущений поштовим офісом у Провіденсі (штат Род-Айленд, США, 1846, 5 центів)

Провізо́рій — філателістична назва тимчасово застосовуваного знака поштової оплати, що випускається урядами держав, місцевою владою міст і містечок, а також окупаційною владою та маріонетковими урядами.

## Походження терміна
Походження слова «провізорій» пов'язують із французьким словом «provisoire» — «тимчасовий» (аналогічні слова є і в інших європейських мовах).

## Опис
До тимчасових знаків поштової оплати можуть відноситися як марки та сурогати, що їх замінюють, так і наддруки, зроблені на конвертах або листівках. Можуть випускатися з санкції центральної влади, але є численні приклади випуску провізоріїв місцевою або окупаційною владою. Випуск провізоріїв, як правило, викликаний нестачею марок. У деяких випадках можливе застосування про розрізаних марок (частин цілих поштових марок).

## Провізорії в Росії та СРСР

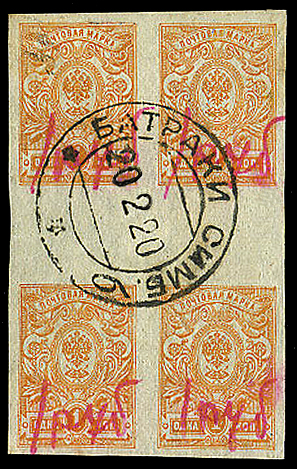
Провізорій селища Батраки Симбірської губернії (1920, зміна номіналу з 1 копійки на 1 рубль, з написом від руки)

### Період громадянської війни в Росії
Хоча провізорії зустрічалися і до Жовтневого перевороту 1917 року, значна їх кількість пов'язана з громадянською війною в Росії 1918—1922 років. У цей час на більшій частині країни не було стійкої центральної влади, багато регіонів стали незалежними, і у зв'язку з розрухою та війною була значна інфляція. Часта зміна тарифів та неможливість забезпечення поштової мережі марками необхідних номіналів зумовили проведення періодичних переоцінок їх готівкових запасів відповідно до вказівок Народного комісаріату пошт та телеграфів РРФСР, які не передбачали будь-яких наддруківок. Однак на місцях деякі поштові установи все ж таки робили на переоцінених марках, що продаються, наддруки або просто надписували їх від руки. Всі ці марки відрізняє вкрай проста техніка виконання надруківок.
Вперше опис таких випусків було дано в третьому випуску каталогу за редакцією Ф. Чучина, уточнено і доповнено потім відомим московським колекціонером А. Широковим, публікації роботи якого завадив початок війни 1941 року. Найповніший опис провізоріїв періоду громадянської війни дано в першому томі «Каталогу-довідника вітчизняних знаків поштової оплати», що виходив як додаток до журналу «Філателія СРСР» — «Філателія» у 1990—1995 роках.

### Провізорії СРСР
У січні 1983 року було ухвалено рішення про збільшення поштових тарифів на деякі види кореспонденції. Тариф простої поштової картки піднімався з 3 до 4 копійок, тариф оплати простого листа — з 4 до 5 копійок. Одночасно скасовувався тариф на пересилання авіапоштової внутрішньої простої та замовної кореспонденції. У зв'язку з підвищенням поштових тарифів на місцях виникли труднощі із постачанням марками однокопійчаного номіналу, що, своєю чергою, зумовило появу провізоріїв, перші з яких були виготовлені в Челябінську. Там, з ініціативи місцевої поштової адміністрації, замість відсутніх марок необхідного номіналу на конверти та поштові картки старого зразка франкувальною машиною стали ставити додаткові штемпелі із текстом: «Пошта СРСР. 001 коп.» поряд із маркою колишнього номіналу. Одночасно над кодовим штампом друкувався текст: «З 2.02.83 р ціна 4 коп.» (або відповідно на вигляд речі «5 коп.», «6 коп.»). У середовищі філателістів ці наддруки отримали назву «Челябінські провізорії». Міністерство зв'язку СРСР подібну ініціативу не схвалило, тому провізорії не набули широкого поширення в країні. Проте, почин Челябінська наслідували не тільки в Челябінській області, так, наприклад, відомі наддруки Магнітогорська і Золотоуста, а також деякі міста Казахстану і Далекого Сходу.
2 квітня 1991 року біля більшості республік СРСР набули чинності нові поштові тарифи. Зокрема, постановою Кабінету Міністрів СРСР вартість пересилання простого відкритого листа підвищувалася з 4 до 5 копійок, простого закритого листа з 5 до 7 копійок. Ці зміни зумовили випуск марок нових номіналів 13 стандартного випуску. Крім того, у поштових відділеннях активно використовували для франкування кореспонденції марки в 1 і 2 копійки з попередніх стандартних випусків. Однак не скрізь знаки поштової оплати потрібних номіналів були отримані вчасно і в достатній кількості. Перші марковані конверти та картки з марками номіналом в 7 і 5 копійок відповідно надійшли в обіг лише на початку літа. При цьому на місцях не витратили картки та конверти колишніх випусків з марками в 4 і 5 копійок. Виникла необхідність переоцінки, що й спричинило введення провізоріїв на місцях. Часто нову ціну конверта проставляли на клапані від руки. Особливий інтерес становлять випадки, коли при переоцінці пошта робила наддрук додаткових номіналів на цілих речах.
Такі провізорії відомі на території РРФСР, Білорусі, України.

### Пострадянські провізорії Росії
Подальший розквіт інфляційних провізоріїв відбувався Росії у першій половині 1990-х років, оскільки економічні реформи викликали гіперінфляцію і значний брак марок. Серед провізоріїв переважали різноманітні штемпельні відбитки, але також робилися переоцінки поштового відправлення шляхом вписування нової ціни від руки, що іноді засвідчувалося додатковим відбитком поштового штемпеля, робилися наддруки на радянських марках (особливо відомі пізніше заборонені до звернення наддруки Санкт-Петербурга), застосовувалися на оплату радіомарки, квитанції, чеки касових апаратів, іноді місцеві випуски марок та його сурогатів (яких зазвичай мали напівлегальний характер).
На відміну від радянських провізоріїв 1991 року, що доповнювали номінал марки, надрукованої на конверті або поштовій картці, провізорії 1990-х років стали часто анулювати знак поштової оплати на цілісні речі, тобто номінал наддруку міг повністю відповідати тарифу, що діяв на той період.
Існують також випуски, які ніколи не були у поштовому обігу та мають «фантастичний» характер.
Провізорії набули широкого поширення в інших нових незалежних державах на всьому пострадянському просторі в перші роки після розпаду Радянського Союзу.

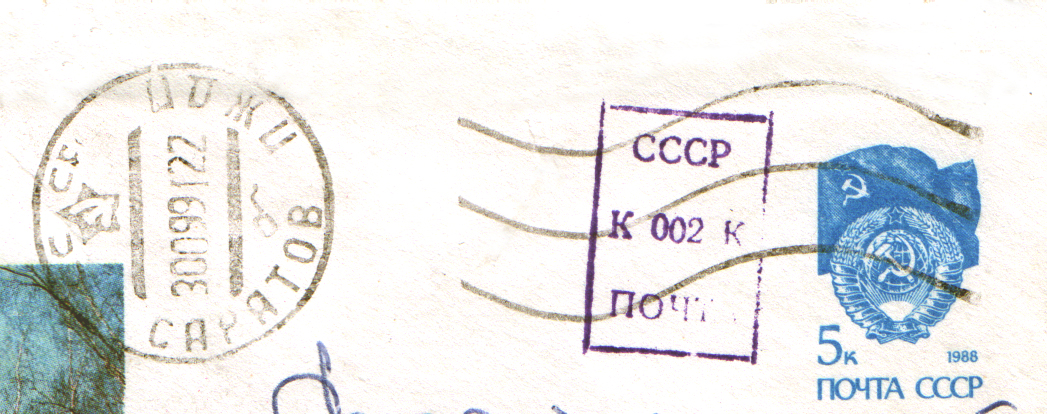
Провізорій Саратова (СРСР, 1991): 2 копійки — додаткове франкування простого листа до колишнього тарифу у 5 копійок
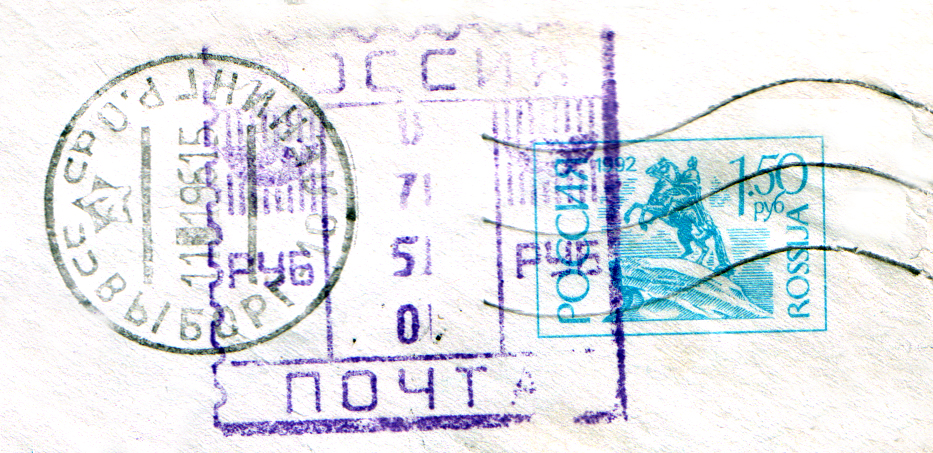
Провізорій Виборга (Росія, 1996): 750 рублів — повне франкування простого листа замість колишнього тарифу на 1 рубль 50 копійок
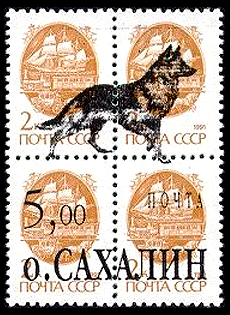
Фантастичний випуск від імені острова Сахалін знаддруком нового номіналу 5 рублів на марках СРСР 13 стандартного випуску(1991, 2 копійки)
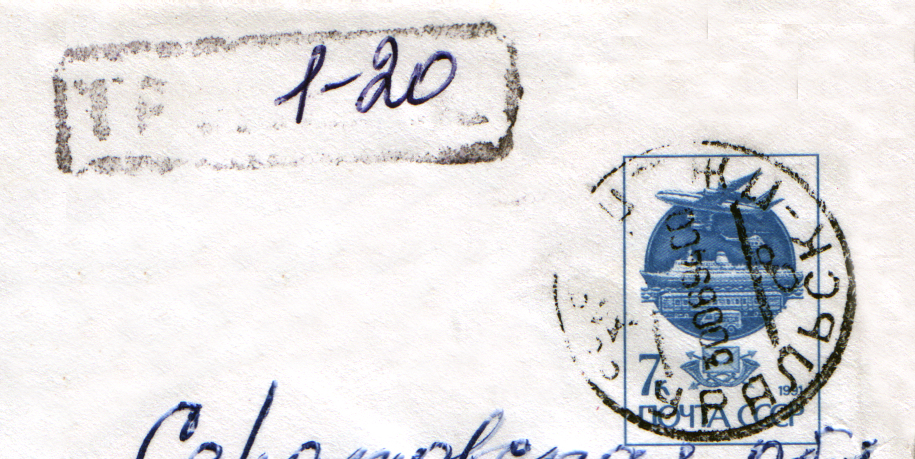
Провізорій Уральська (Казахстан, [1994): новий номінал у 1 тенге 20 тіїн вписань у відбиток штемпеля від руки

## Україна
Після проголошення незалежності України, в країні не було своїх поштових марок. Тому Міністерство зв'язку дозволило друкувати тимчасові марки, які називалися «провізорії». Офіційними провізоріями були наддруки нового герба і нового номіналу на старих радянських марках. Вони випускалися на листах в різних номіналах.
Крім офіційних провізоріїв, кожна область, кожний район України випускав свої власні провізорії. Вони друкувалися на папірцях, на старих радянських конвертах і навіть на вкладках від жуйок.
Сюжети на провізоріях були простими і часто повторювалися. Вони зображували номінал, герб України, символи областей і міст.
Через те, що контроль за справжністю поштових відправлень був неможливим, багато людей стали друкувати саморобні провізорії. Вони мали популярність, оскільки були дешевими і легко проходили через пошту.
У 1995 році почали випускатися офіційні українські марки, і період провізоріїв завершився. Офіційні провізорії сьогодні є рідкісними і цінними. Саморобні провізорії, навпаки, поширені, але не мають великої вартості.

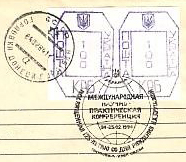
Провізорій Горлівки
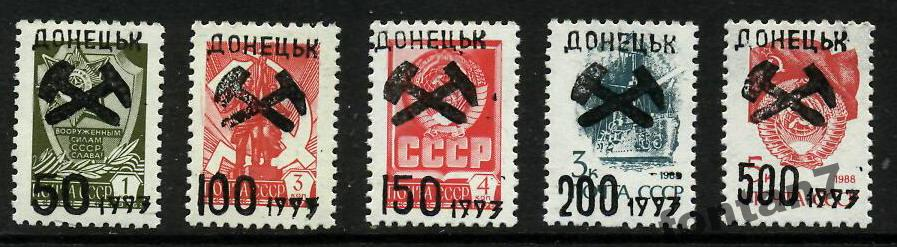
Провізорій Донецька
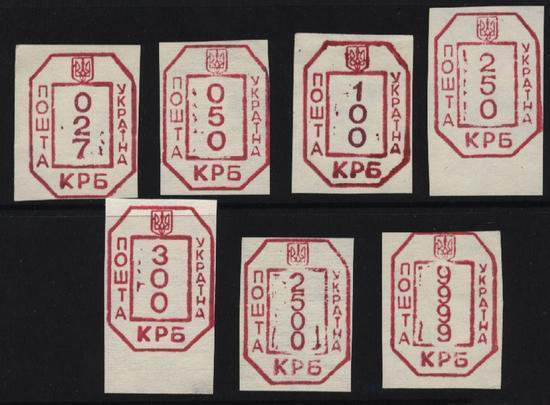
Провізорій Донецька
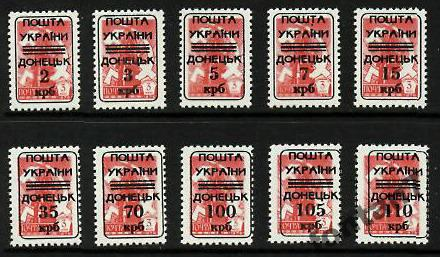
Провізорій Донецька
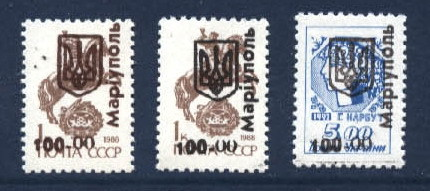
Провізорій Маріуполя
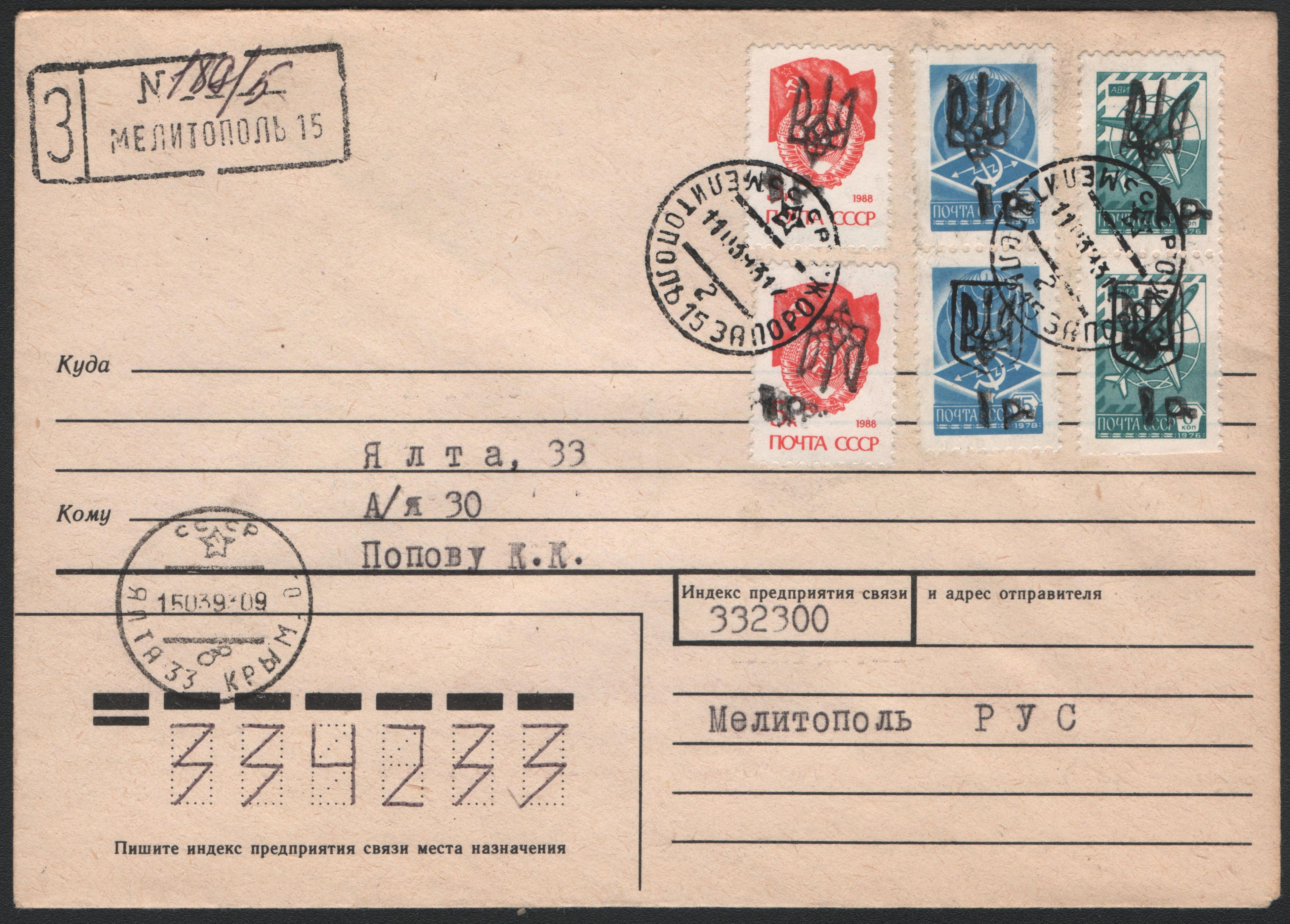
Провізорій Мелітополя
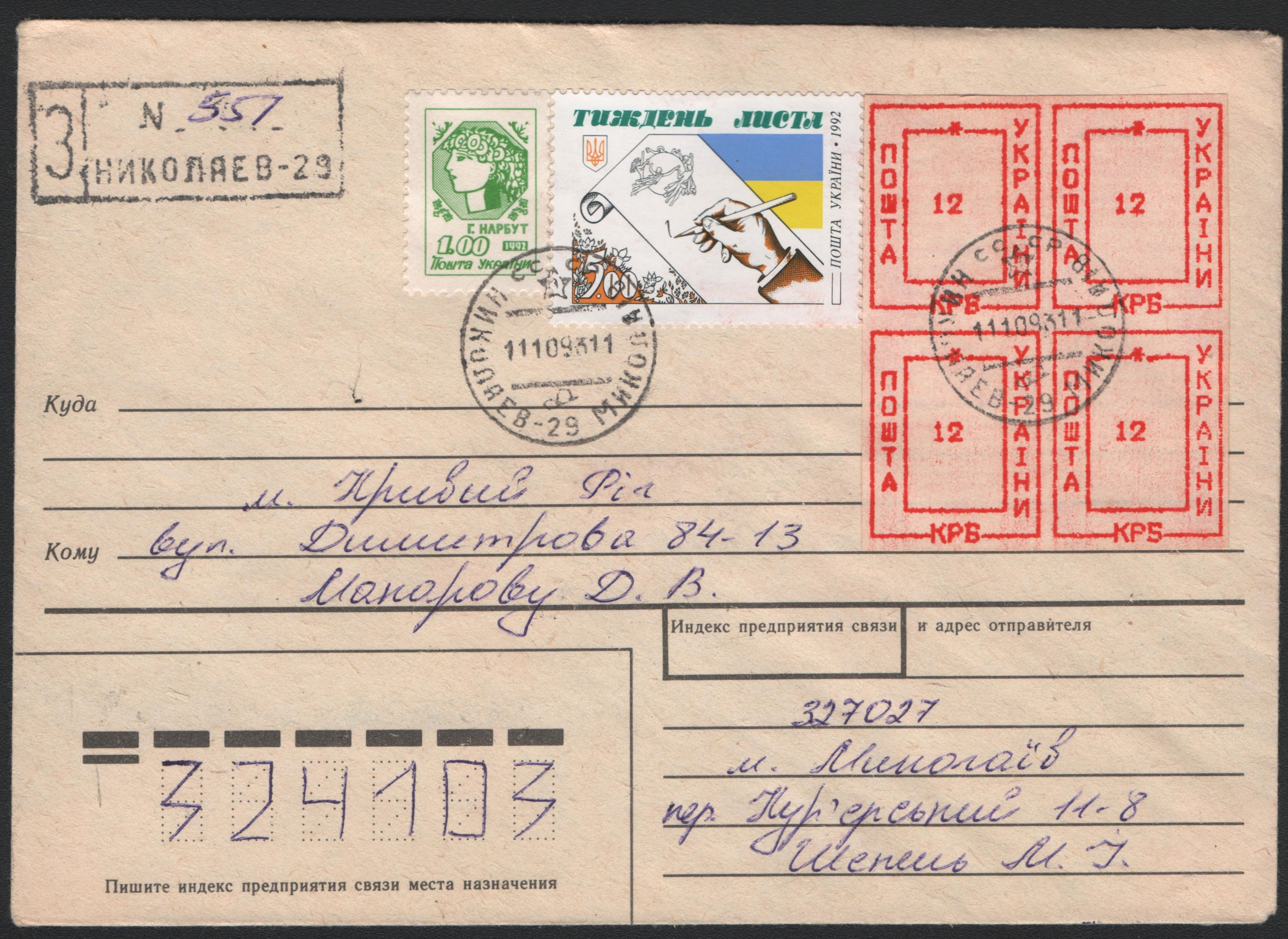
Провізорій Миколаєва
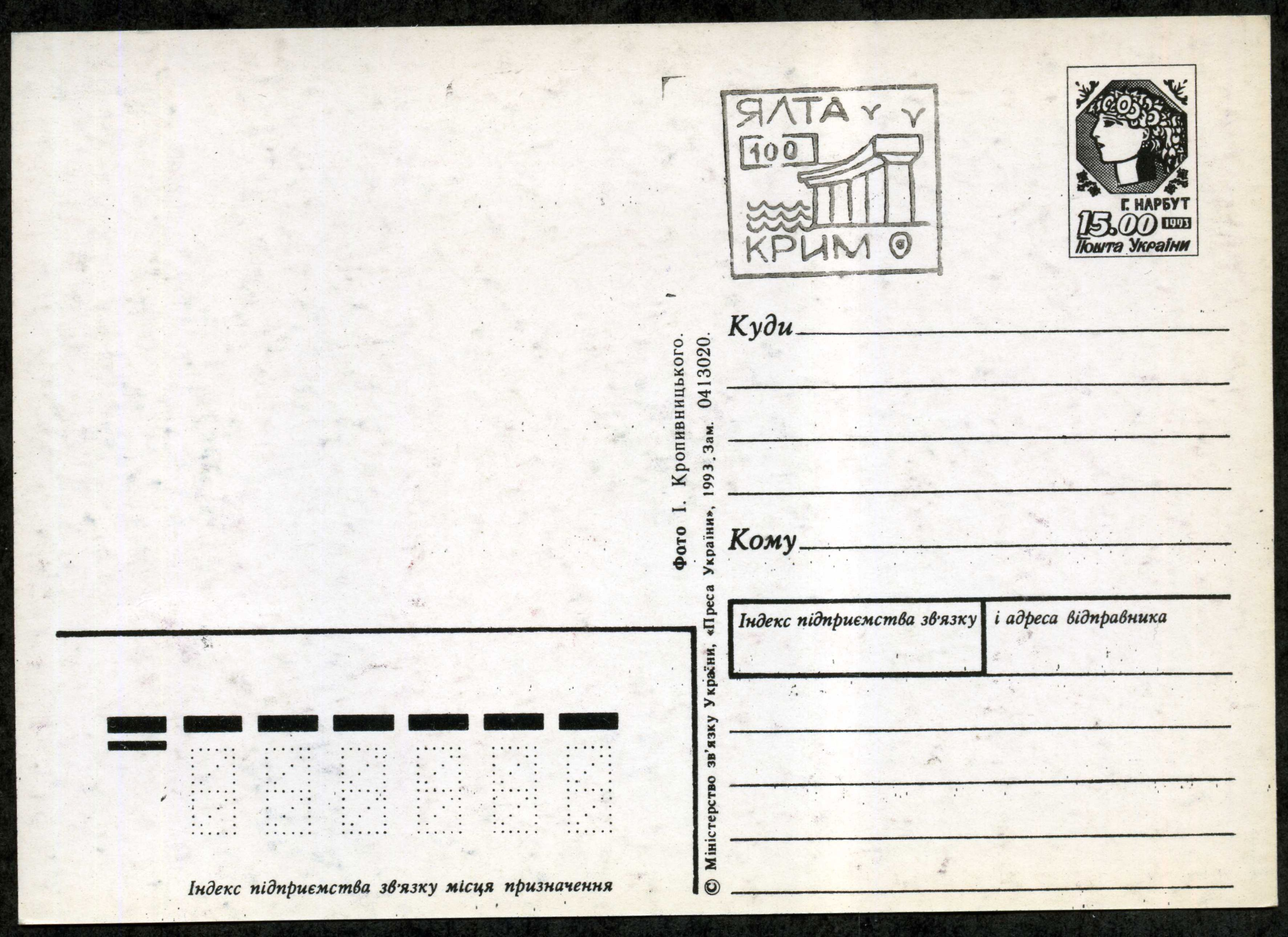
Провізорій Ялти
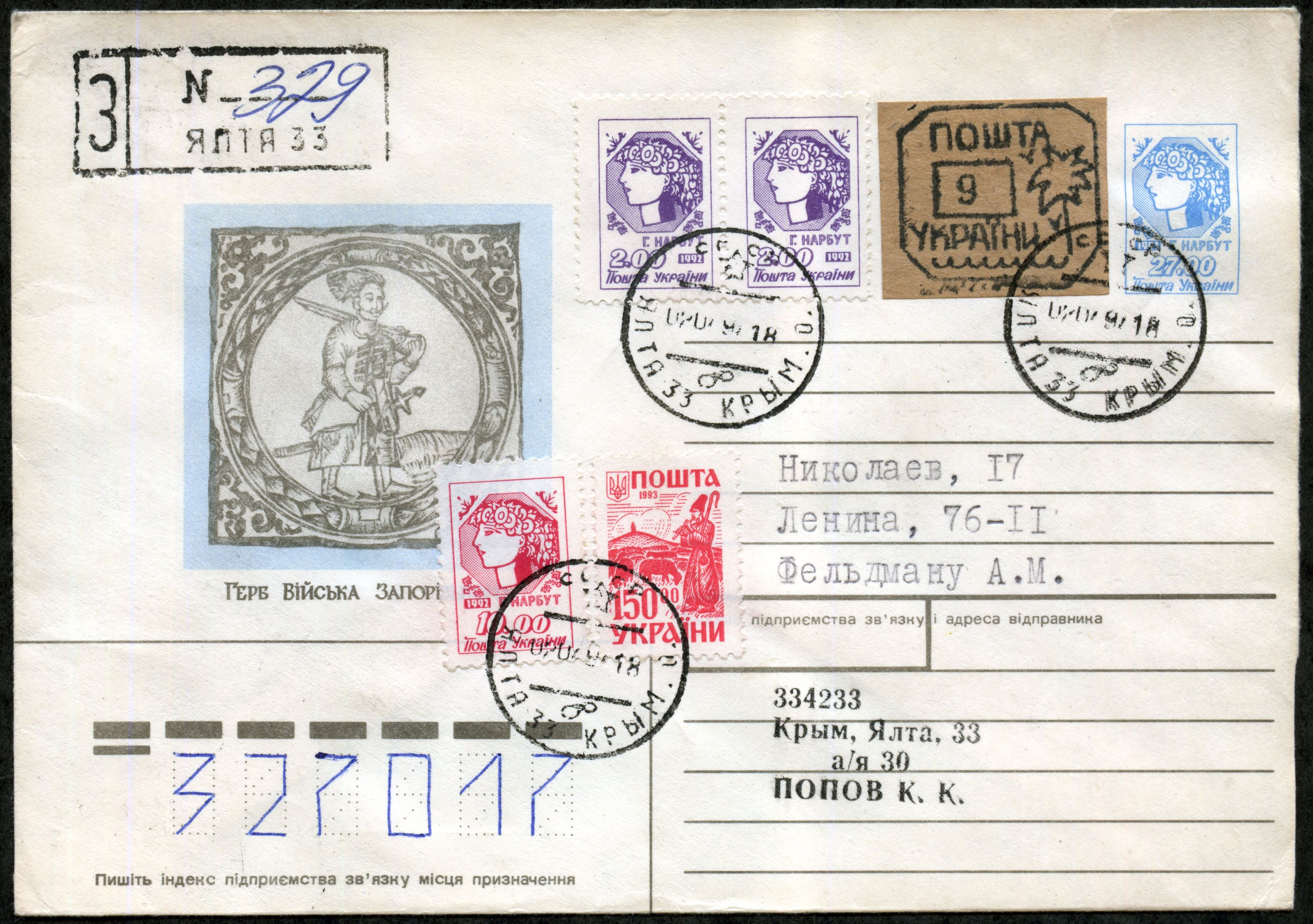
Провізорій Ялти
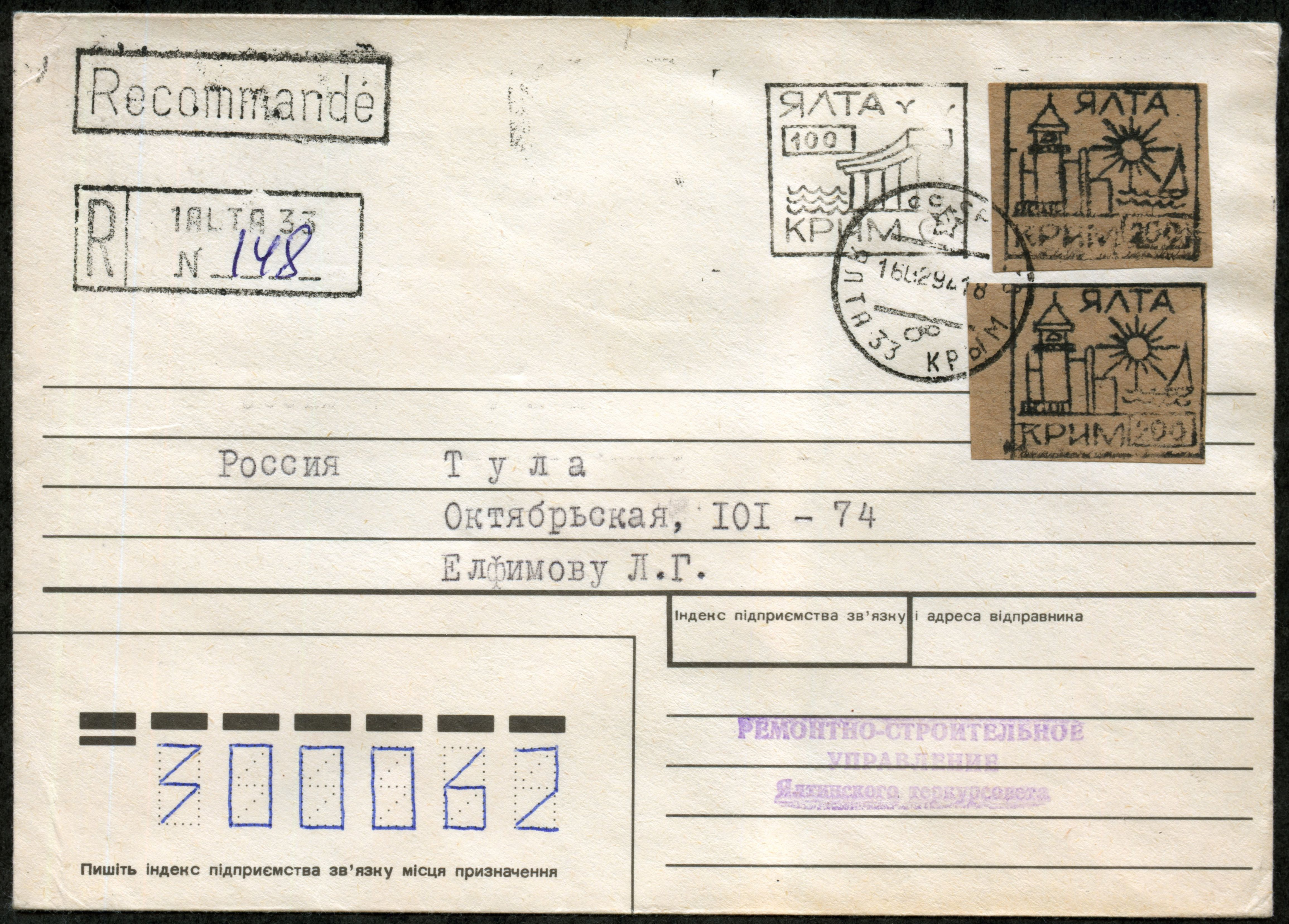
Провізорій Ялти

## Литва

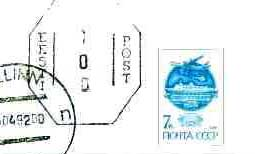
Провізорій Пошти Єстонії (серпень 1991)

Пошта Литви, що вийшла зі складу СРСР, у 1990 році розпочала величезними тиражами випуск своїх поштових марок та маркованих конвертів. Поштові тарифи з 07.10.1990 були також підняті до загальносоюзних у середньому втричі. Крім використання власних марок, провізорії ставилися на марковані конверти та листівки СРСР із підвищенням їхнього номіналу в кілька разів.